# Yo, la peor de todas
Yo, la peor de todas és una pel·lícula argentina de 1990, dirigida per María Luisa Bemberg i protagonitzada per Assumpta Serna, Dominique Sanda, Héctor Alterio, Lautaro Murua, Graciela Araujo, Alberto Segado, Gerardo Romano, Franklin Caicedo i Hugo Soto. Es va estrenar el 9 d'agost de 1990.

## Argument
Inspirada en l'assaig Las trampas de la fe, d'Octavio Paz, aquesta història narra els últims anys de la cèlebre i bellíssima Juana Inés de la Creu, coneguda a Mèxic com la Desena Musa, que es tancà als vint anys en un convent per poder estudiar. En aquesta època, el Virregnat de la Nova Espanya està fortament custodiat per la Corona d'Espanya i per l'Església Catòlica, dos poders moltes vegades enfrontats. Tota la vida de Sor Juana està marcada per aquestes dues forces. Els virreis la protegeixen. L'Església desaprova a una monja que no solament ensenya cant a les seves alumnes, sinó que també es dedica a la gastronomia, la poesia, el drama, la filosofia i la teologia. Tampoc veu amb bons ulls els apassionats sonets dirigits a la virreina, la dolça Marquesa de la Llacuna, María Luisa Manrique de Lara i Gonzaga. Sor Juana paga molt car el seu fervor poètic i més encara el seu atreviment teològic. En tornar a Espanya els virreis, queda sola davant del seu confessor, Qualificador de la Inquisició, el pare Antonio Núñez de Miranda, i de l'arquebisbe de Mèxic, don Francisco de Aguiar y Seixas y Ulloa, un misògin fanàtic. Però serà el bisbe de Puebla, monsenyor Manuel Fernández de Santa Cruz, qui li posa un parany, en el qual Sor Juana cau amb la ingenuïtat dels innocents. El cercle es va tancant sobre ella. Finalment, acaba renegant de les seves veus, de la seva immensa força creadora, del seu talent.

## Repartiment
- Assumpta Serna: Juana Inés de la Cruz
- Dominique Sanda: La virreina
- Hector Alterio: El virrei
- Lautaro Murua: Arquebisbe
- Graciela Araujo: Germana Úrsula
- Gerardo Romano: Sigüenza
- Franklin Caicedo: Santa Cruz
- Alberto Segado: Pare Miranda
- Cecilia Roth: Veu de la Virreina